# Ворохта (гміна)
Ґміна Ворохта — адміністративна субодиниця Надвірнянського повіту Станіславського воєводства. Утворена 1 серпня 1934 року згідно з розпорядженням Міністерства внутрішніх справ РП від 21 липня 1934 за підписом міністра Мар'яна Зиндрама-Косьцялковського під час адміністративної реформи. Село Ворохта стало центром сільської ґміни Ворохта. Ґміна утворена з попередніх самоврядних сільських гмін Татарув і Ворохта.
У 1934 р. територія ґміни становила 261,64 км². Населення ґміни станом на 1931 рік становило 3 540 осіб. Налічувалось 742 житлових будинків.
Ґміна ліквідована в 1940 р. у зв’язку з утворенням Яремчанського району.